# Tanacetopsis paropamisica
Tanacetopsis paropamisica là một loài thực vật có hoa trong họ Cúc. Loài này được (Krasch.) Kovalevsk. miêu tả khoa học đầu tiên năm 1972.